# Józef Augustyn
Józef Augustyn (ur. 21 marca 1950 w Ołpinach) – polski jezuita, doktor habilitowany nauk teologicznych, profesor Akademii Ignatianium w Krakowie, rekolekcjonista, kierownik duchowy, współzałożyciel i redaktor naczelny kwartalników: „Życia Duchowego” (2001–2014) oraz „Pastores” (1998–2002), animator rekolekcji ignacjańskich, autor wielu książek i artykułów z zakresu: życia duchowego, pedagogiki chrześcijańskiej oraz formacji seminaryjnej i kapłańskiej, członek rady naukowej Centrum Ochrony Dziecka.

## Życiorys
Syn Jana i Anny z domu Bochenek. W 1965 (w wieku 15 lat) wstąpił do Towarzystwa Jezusowego. Po dwuletnim nowicjacie złożył pierwsze śluby zakonne. W latach 1970–1976 studiował filozofię i teologię na Wydziale Filozoficznym Towarzystwa Jezusowego w Krakowie oraz na Wydziale Teologicznym Towarzystwa Jezusowego „Bobolanum” w Warszawie. Święcenia kapłańskie przyjął 31 lipca 1976 w kościele Świętego Ducha w Nowym Sączu. W latach 1976–1978 studiował katechetykę na Akademii Teologii Katolickiej w Warszawie. W latach 1981–1984 kontynuował studia teologiczne (Papieski Uniwersytet Gregoriański w Rzymie) oraz formację zakonną we Włoszech oraz we Francji. Profesję zakonną złożył w dniu 2 lutego 1986 roku w Czechowicach-Dziedzicach.
W 1994 uzyskał stopień doktora nauk teologicznych w zakresie katechetyki w Akademii Teologii Katolickiej w Warszawie na podstawie rozprawy „Wychowanie do integracji seksualnej”. W 2002 otrzymał stopień doktora habilitowanego nauk teologicznych w zakresie teologii pastoralnej na podstawie dorobku naukowego oraz pracy Wychowanie do czystości i celibatu kapłańskiego w Papieskim Wydziale Teologicznym (Sekcja „Bobolanum”) w Warszawie. W 2003 objął stanowisko profesora w Akademii „Ignatianum”.

## Działalność
W latach 1984–1991 i 2014–2017 pracował jako animator rekolekcji i kierownik duchowy w Domu Rekolekcyjnym Czechowicach-Dziedzicach, a w latach 1991–2001 i 2017–2022 w Centrum Duchowości w Częstochowie.
Pracę dydaktyczną rozpoczął w 1994 roku na Wydziale Filozoficznym Towarzystwa Jezusowego w Krakowie, od 1999 w Wyższej Szkole Filozoficzno-Pedagogicznej Ignatianum w Krakowie, od 2012 w Akademii Ignatianum. Od 2002 jest wykładowcą na Podyplomowym Studium Duchowości Bobolanum w Warszawie.
Współzałożyciel jezuickiego kwartalnika „Życie Duchowe” (1994), pisma skierowanego do osób świeckich i duchownych, oraz jego redaktor naczelny (2001–2015). Pismo podejmuje w sposób monograficzny problemy z zakresu duchowości, mistyki, psychologii, życia społecznego, kultury i sztuki. Kwartalnik pragnie pomagać w rozwoju duchowym, ludzkim i moralnym osobom zaangażowanym w życie religijne.
W latach 1985–2000 organizował doroczny Kurs Duchowości Ignacjańskiej, animowany wcześniej przez: Mieczysława Bednarza i Norberta Kotyłę oraz Bogusława Steczka, podejmujący temat pogłębionej refleksji nad duchowością „Ćwiczeń duchownych” św. Ignacego Loyoli.
Począwszy od drugiej połowy lat dziewięćdziesiątych autor brał czynny udział w dyskusji na temat wychowania seksualnego w szkole, a od 1997 był przez kilkanaście lat rzeczoznawcą Ministerstwa Edukacji Narodowej podręczników w zakresie wychowania do życia w rodzinie. Józef Augustyn jest także zaangażowany w formacje seminaryjną i kapłańską.
Opublikował ponad sześćdziesiąt własnych książek, kilkanaście książek „pod redakcją” oraz około trzystu artykułów z zakresu pedagogiki chrześcijańskiej, duchowości oraz katechetyki. Najważniejsze tematy podejmowane w jego pracach to: Ćwiczenia duchowe św. Ignacego Loyoli, wprowadzenie do życia duchowego, sakrament pojednania i Eucharystii, rozeznanie duchowe, wychowanie do życia w rodzinie, problematyka młodzieży, formacja seminaryjna i kapłańska, wychowanie do celibatu. Jego książki tłumaczone są na język czeski, rosyjski, słowacki, ukraiński. Józef Augustyn opublikował także, w wersji audio, kilkadziesiąt sesji rekolekcyjnych i dłuższych rekolekcji. Większość publikacji audio ukazała się w Wydawnictwie WAM, w Studio Inigo.
Pracował w Centrum Duchowości im. św. Ignacego Loyoli SJ w Częstochowie.  

## Publikacje
- Aby nas bolało cierpienie innych. Medytacje w codzienności, Wydawnictwo WAM, Kraków 2011.[10]
- Aby poszerzyło się nasze serce. Medytacje w codzienności, Wydawnictwo WAM, Kraków 2011.
- Aby życie było szczęśliwe. Spotkania, Wydawnictwo M, Kraków 2007.
- Adamie, gdzie jesteś? Rozważania oparte na „Ćwiczeniach duchownych”. Pierwszy tydzień, Wydawnictwo WAM, Kraków 2012. Wydanie II poprawione, Wydawnictwo WAM 2025.
- Ból krzywdy, radość przebaczenia, Wydawnictwo M, Kraków 2017.
- Celibat. Aspekty pedagogiczne i duchowe, Wydawnictwo M, Kraków 1999. Wydanie III, Wydawnictwo WAM, Kraków 2020.
- Cząstka prawdy. Krótkie medytacje, Wydawnictwo M, Kraków 2006.
- "Ćwiczenia duchowe" w praktyce, Wydawnictwo WAM, Kraków 2013.
- Daj mi pić. Rozważania oparte na „Ćwiczeniach duchownych”. Drugi tydzień, Wydawnictwo WAM, Kraków 2012. Wydanie II poprawione, Wydawnictwo WAM 2025.
- Droga Krzyżowa. Rozważania, Edycja Świętego Pawła, Częstochowa 2014.
- Droga do szczęścia. Rozmowy, Wydawnictwo Homo Dei, Kraków 2013.
- Duchowy przewodnik. Jak rozumieć siebie i innych?, Wydawnictwo M, 2016.
- Duch wspomaga słabość naszą. Wprowadzenie w życie modlitewne, Wydawnictwo M, Kraków 1994.
- Głęboko wstrząśnięci. Samooczyszczenie Kościoła, Wydawnictwo M, Kraków 2002.
- Homoseksualizm a miłość, Wydawnictwo WAM, Kraków 1997.
- Integracja seksualna. Przewodnik w poznawaniu i kształtowaniu własnej seksualności, Wydawnictwo M, Kraków 1993. Wydanie V, Wydawnictwo WAM 2009.
- Intymna więź z Bogiem. W obliczu grzechu Kościoła i świata. Rozmowy i artykuły, Wydawnictwo AA, Kraków 2023.
- Intymność i wolność. Spotkanie z Jezusem. Medytacje, Wydawnictwo M, Kraków 2017.
- Jak kochać dzieci. 12 zasad rodzicielskiej miłości, Edycja św. Pawła, Częstochowa 2017.
- Jak się modlić? Przewodnik, Wydawnictwo M, Kraków 2019.
- Jak szukać i znajdować wolę Bożą, Wydawnictwo WAM, Kraków 2015.
- Jak zgadzać się na własne życie, współautor Lucyna Słup, Wydawnictwo Petrus, Kraków 2014.
- Jezus czeka na nas. Adoracja Najświętszego Sakramentu, Edycja  Świętego Pawła, Częstochowa 2023.
- Kapłaństwo. Duchowość i posługa – wyzwania współczesne, Wydawnictwo Homo Dei, Kraków 2013.
- Kapłańskie ojcostwo. Rozważania dla kleryków, ich rodziców i wychowawców oraz dla księży, Wydawnictwo WAM, Kraków 2014.
- Kazanie na górze. Rozważania oparte na „Ćwiczeniach duchownych”. Synteza, Wydawnictwo WAM, Kraków 2013.
- Kiedy serce nas oskarża. Przygotowanie do sakramentu pojednania, Edycja św. Pawła, Częstochowa 2000.
- Kochaj mnie, tato. Medytacje, Wydawnictwo WAM, Kraków 2011.
- Kto jest moim bliźnim, Wydawnictwo WAM, Kraków 1996.
- Kwadrans szczerości, Wprowadzenie do modlitwy codziennego rachunku sumienia, Wydawnictwo M, Kraków 1992. Wydanie II poszerzone, Wydawnictwo WAM, Kraków 2016.
- Medytacja jerozolimskie, Wydawnictwo WAM, Kraków 2010.
- Medytacja ignacjańska, Wydawnictwo WAM, Kraków 2012.
- Miłosierdzie Boga i ludzi. Rozmowy i komentarze, Wydawnictwo Homo Dei, Kraków 2017.
- Modlitwa i życie. Medytacje, Edycja Świętego Pawła, Częstochowa 2012.
- Modlitwa i życie. Rozmowy i ćwiczenia, Edycja Świętego Pawła, Częstochowa 2024.
- Myśli na cały rok, Wydawnictwo M, Kraków 2003.
- Myśli na każdy dzień roku, Wydawnictwo WAM, Kraków 2015.
- Ojciec wzruszył się głęboko. Rekolekcje oparte na "Ćwiczeniach duchownych" św. Ignacego Loyoli. Wydawnictwo WAM, Kraków 1992.
- Ojcostwo. Aspekty pedagogiczne i duchowe, Wydawnictwo WAM, Kraków  2011.
- O krzywdzie, przebaczeniu i o spowiedzi, Wydawnictwo M, Kraków 2013.
- O miłości i akceptacji, Wydawnictwo M, Kraków 2004.
- O miłości, małżeństwie i o rodzinie, Wydawnictwo M, Kraków 2004.
- Oni nas stworzyli. Z Józefem Augustynem rozmawiają Jan Paulas i Cezary Sękalski, Wydawnictwo WAM, Kraków 2002.
- Osiem błogosławieństw, Edycja Świętego Pawła, Częstochowa 2002.
- O sumieniu, Edycja Świętego Pawła, Częstochowa 2014.
- O tym, co w życiu ważne, Edycja Świętego Pawła, Częstochowa 2008.
- O uczuciach i innych trudnych sprawach, Wydawnictwo M, Kraków 2004.
- O życiu duchowym i o modlitwie, Wydawnictwo M, Kraków 2003.
- Pasterz według Serca Jezusa, współautor Krzysztof Dyrek SJ, Wydawnictwo Księży Marianów, Warszawa 1996.
- Podnosząc wzrok z nad ziemi, Wydawnictwo M, Kraków 1998.
- Poznaj siebie i bliźniego. O rodzinie, wychowaniu dzieci i relacjach międzyludzkich, Wydawnictwo M, Kraków 1999.
- Poznaj siebie. O uczuciach, modlitwie i życiu duchowym, Wydawnictwo M, Kraków 1999.
- Praktyka "Ćwiczeń duchownych". Uwagi odnoszące się do udzielania i odprawiania Ćwiczeń duchownych, Wydawnictwo WAM, Kraków 2013.
- Praktyka kierownictwa duchowego, Wydawnictwo WAM, Kraków 2015.
- Przewodnik po ojcostwie, Wydawnictwo WAM, Kraków 2014.
- Przewodnik po przyjaźni, Wydawnictwo WAM, Kraków 2015.
- Przewodnik po Drodze Krzyżowej. Wydawnictwo WAM, Kraków 2015.
- Przewodnik po rozterkach młodości, Wydawnictwo WAM, Kraków 2015.
- Rabbi, gdzie mieszkasz, Wydawnictwo M, Kraków 1993.
- Rady ewangeliczne, Wydawnictwo Homo Dei, Kraków 2015.
- Rozmowy o ludzkich sprawach, Wydawnictwo Księży Marianów, Warszawa 2000.
- Rozmowy o trudnych sprawach, Wydawnictwo WAM, Kraków 2004.
- Rozmowy o księżach, rodzinie i życiu duchowym, Wydawnictwo WAM, Kraków 2010.
- Sakrament małżeństwa, Wydawnictwo Homo Dei, Kraków 2015.
- Sakrament pojednania, Wydawnictwo M, Kraków 2015. Wydanie II poprawione, Wydawnictwo WAM 2025.
- Spotkania. Krótkie medytacje, Wydawnictwo M, Kraków 2006.
- Spragnieni miłości. Medytacje rekolekcyjne, Wydawnictwo WAM, Kraków 2005.
- Świat, Bóg i my, Wydawnictwo M, Kraków 1999.
- Świat ludzkich uczuć, Wydawnictwo M, Kraków 2000.
- Jak zgadzać się na własne życie; współautor Lucyna Słup, Wydawnictwo Petrus, Kraków 2011.
- Uzdrowienie z poczucia krzywdy. Rozważania oparte na „Ćwiczeniach duchownych”. Fundament, Wydawnictwo WAM, Kraków 2012. Wydanie II poprawione, Wydawnictwo WAM 2024.
- W Jego ranach. Rozważania oparte na „Ćwiczeniach duchownych”. Trzeci tydzień, Wydawnictwo WAM, Kraków 2013.
- Widzieliśmy Pana. Rozważania oparte na „Ćwiczeniach duchownych”. Czwarty tydzień, Wydawnictwo WAM, Kraków 2013.
- Wiara i miłość. W czasach wielkich wyzwań. Artykuły i rozmowy, Wydawnictwo Homo Dei, Kraków 2021.
- Wierność Jezusowi w kapłaństwie i małżeństwie. Rozmowy i komentarze, Wydawnictwo Homo Dei, Kraków 2019.
- W miłości nie ma lęku, Wydawnictwo eSPe, Kraków 2017.
- W trosce o czyste sumienie, Edycja Świętego Pawła, Częstochowa 2019.
- Wychowanie seksualne w rodzinie i w szkole, Wydawnictwo WAM, Kraków 2015.
- Zawsze kochałem życie. Jerzy Zakrzewski w rozmowie z Józefem Augustynem, Wydawnictwo Homo Dei, Kraków 2017.
- Znak sprzeciwu. Wiara wobec współczesnego świata. Rozmowy i artykuły, Wydawnictwo AA, Kraków 2025.
- Życie i Eucharystia, Edycja Świętego Pawła, Częstochowa 2018.

## Publikacje pod redakcją
- Co zabrać ze sobą? Po fundamencie Ćwiczeń duchownych, (red.), Wydawnictwo WAM, Kraków, 2012.[11]
- Co zabrać ze sobą? Po pierwszym tygodniu Ćwiczeń duchownych, (red.), Wydawnictwo WAM, Kraków 2009.
- Co zabrać ze sobą? Po drugim tygodniu Ćwiczeń duchownych, (red.), Wydawnictwo WAM, Kraków 2009.
- Co zabrać ze sobą? Po trzecim tygodniu Ćwiczeń duchownych, (red.), Wydawnictwo WAM, Kraków 2011.
- Co zabrać ze sobą? Po czwartym tygodniu Ćwiczeń duchownych, (red.), Wydawnictwo WAM, Kraków 2011.
- Co zabrać ze sobą? Po syntezie Ćwiczeń duchownych, (red.), Wydawnictwo WAM, Kraków 2010.
- Chrześcijańskie życie duchowe (red.), Wydawnictwo WAM, Kraków 1997.
- Dojrzewanie do życia w miłości. Materiały pomocnicze do wychowania prorodzinnego (red.), Wydawnictwo M, Kraków 2000.
- Duchowość kobiety (red.), Wydawnictwo WAM, Kraków 2007.
- Duchowość mężczyzny (red.), Wydawnictwo WAM, Kraków 2008.
- Jak odkrywać sens ludzkiego życia (red.), Wydawnictwo M, Kraków 1997.
- Ku dojrzałej ludzkiej miłości (red.), Wydawnictwo WAM, Kraków 1996.
- Smak życia z Bogiem. Modlitwa i rozeznanie w Ćwiczeniach duchownych (red.), Wydawnictwo WAM, Kraków 1999.
- Sztuka bycia księdzem (red.), Wydawnictwo WAM, Kraków 2010.
- Sztuka kierownictwa duchowego (red.), Wydawnictwo WAM, Kraków 2013.
- Sztuka modlitwy (red.), Wydawnictwo WAM, Kraków 2015.
- Sztuka relacji międzyludzkich. Miłość, małżeństwo, rodzina (red.), Wydawnictwo WAM, Kraków 2014.
- Sztuka spowiadania (red.), Wydawnictwo WAM, Kraków 2017.
- W kręgu kierownictwa duchowego, tom 1 i 2 (red.), Wydawnictwo M, Kraków 1994.

## Nagrody
- Honorowa nagroda „Bóg zapłać” miesięcznika „Powściągliwość i Praca” za działalność związaną z rekolekcjami ignacjańskimi (1991).
- Nagroda Małego Feniksa XI. Targów Wydawców Katolickich w Warszawie za promowanie w mediach książki katolickiej (2005).
- Nagroda Pro Redemptione przyznawana przez Homo Dei za propagowanie troski o formację kapłańską (2014).